# Tshepo Motsepe
Tshepo Motsepe (17 de junio de 1953) es una médica y empresaria sudafricana.
Es la primera dama de Sudáfrica, como esposa de Cyril Ramaphosa, el presidente de Sudáfrica. Es la hermana mayor de Bridgette Radebe y su hermano es Patrice Motsepe.

## Biografía
Tshepo Motsepe nació en Soweto y fue criada en las aldeas rurales de Mathibestad cerca de Hammanskraal y su hogar ancestral en Mmakau en la provincia del Noroeste. Es la mayor de siete hermanos y madre de cuatro hijos.
Estudió medicina en la Universidad de KwaZulu-Natal y completó su maestría en salud pública en la Escuela de Salud Pública de Harvard. En 2012, completó un Programa de Certificación en Emprendimiento Social (SECP) en el Instituto Gordon de Ciencias Empresariales.
Ha trabajado en la práctica pública y privada en Mmakau, Mahikeng, Johannesburgo, Pretoria y Zimbabue. Es ex subdirectora del Instituto de Investigación en Salud Reproductiva y VIH de Wits, un destacado instituto de investigación africano. Además, ha servido como presidenta del Comité de Acreditación del Departamento de Salud de Gauteng.
Actualmente, ejerce como Patrona de la Fundación Early Care (anteriormente ASHA Trust), una organización sin fines de lucro que proporciona programas de apoyo para el desarrollo infantil temprano en guarderías domiciliarias situadas en comunidades desfavorecidas. Asimismo, se desempeña como patrona de la Sociedad Civil Sudafricana para la Salud de Mujeres, Adolescentes y Niños (SACSoWACH) y del Programa de Patrocinio de Estudiantes, además de ser fideicomisaria de la Asociación de Hospicios de Witwatersrand.

## Familia
La Dra. Motsepe está casada con Cyril Ramaphosa, presidente de la República de Sudáfrica, con quien crio cuatro hijos. La Dra. Motsepe es la tercera esposa de Ramaphosa. 
Su padre es el difunto jefe Augustine Butana Chaane Motsepe; su hermano es el magnate minero, Patrice Motsepe; y, su hermana Bridgette Radebe, es esposa del político del Congreso Nacional Africano (ANC) y exministro de Energía, Jeff Radebe.